# Aulonothroscus schaumii
Aulonothroscus schaumii là một loài bọ cánh cứng trong họ Throscidae. Loài này được Bonvouloir miêu tả khoa học năm 1860.